# Melanthium parviflorum
Melanthium parviflorum är en nysrotsväxtart som först beskrevs av André Michaux, och fick sitt nu gällande namn av Sereno Watson. Melanthium parviflorum ingår i släktet Melanthium och familjen nysrotsväxter. Inga underarter finns listade.

## Bildgalleri

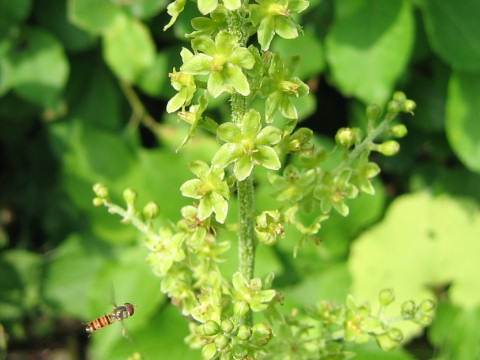